# Démographie du Royaume-Uni
Le Royaume-Uni compte, d'après la Banque mondiale, 66,022 millions d'habitants en 2017. Avec une densité moyenne d'environ 260 habitants par km2, l'État insulaire possède une des plus fortes densités d'Europe. L'Angleterre, avec 83 % de la population totale, est la nation du Royaume-Uni la plus peuplée (380 habitants par km2). Ainsi, près d'un quart de la population du Royaume-Uni vit dans le sud de l'Angleterre autour de Londres et de ses 8,6 millions d'habitants. L'Écosse, accueillant un peu moins de 9 % de la population, est la nation la moins densément peuplée (65 habitants au km2). Le pays de Galles et l’Irlande du Nord accueillent respectivement 5 % et 3 % de la population britannique (141 et 119 habitants par km2).
Le Royaume-Uni a un taux d'alphabétisation élevé, proche de 99 %, attribuable à la politique imposant un enseignement à l'école primaire dès 1870, et au niveau secondaire dès 1900. Les enfants sont actuellement tenus d'être instruits de 5 ans à 16 ans.
La principale langue maternelle du pays est l'anglais, les autres langues régionales présentes au Royaume-Uni, sont le gallois, l'anglais écossais, le gaélique écossais, le scots, le cornique et l'irlandais.

## Évolution de la population

### Avant 1960
Les chiffres suivants ne concernent que l'étendue actuelle du Royaume-Uni, à l'exclusion du territoire de la république d'Irlande devenue indépendante au XXe siècle. Étant donné que la population de cette dernière était évaluée à 2 millions d'habitants en 1750, la population du Royaume-Uni de l'époque, dans ses frontières d'alors, était de 9,5 millions d'habitants.
La population de l'Angleterre et du pays de Galles serait restée stable à 6 millions d'habitants entre 1700 et 1740, mais aurait augmenté de façon spectaculaire après 1740. Le premier recensement organisé au Royaume-Uni date de 1801. Ce premier recensement en 1801 a révélé que la population de l'Angleterre, de l'Écosse et du pays de Galles était de 10,5 millions d'habitants, alors que la population de l'Irlande se situait entre 4,5 et 5,5 millions d'habitants.
Au cours de la révolution industrielle, l'espérance de vie des enfants a augmenté de façon spectaculaire. Le pourcentage des enfants nés à Londres qui sont morts avant l'âge de cinq ans a diminué de 74,5 % entre 1730 et 1749, à 31,8 % entre 1810 et 1829.
L'Angleterre et le pays de Galles ont commencé l'enregistrement systématique de leurs naissances, mariages et décès en 1837. La première compilation de données statistiques sur les migrations a été faite durant le recensement de 1841. Ce recensement dénombrait en Angleterre et au pays de Galles une population de 15,9 millions d'habitants, en Irlande de 8,2 millions d'habitants et en Écosse 2,6 millions d'habitants.
La Grande famine irlandaise, entre 1845 et 1849, a causé la mort d'un million de personnes, et a obligé, à cette époque, un autre million d'émigrer, conduisant à une diminution de la population jusqu'à la fin de XIXe siècle, la population de l'Irlande, passant de 8,2 millions en 1841 à moins de 4,5 millions en 1901. À l'inverse, la population de l'Angleterre a presque doublé, passant de 16,8 millions de personnes en 1851, à 30 500 000 en 1901.
| Année | Population | Naissances | Taux de natalité (‰) | Taux de fécondité (enfants par femme) | Décès   | Taux de mortalité (‰) | Taux de variation naturelle (‰) | Solde migratoire | Croissance démographique (‰) |
| ----- | ---------- | ---------- | -------------------- | ------------------------------------- | ------- | --------------------- | ------------------------------- | ---------------- | ---------------------------- |
| 1960  | 52 200 000 | 918 286    | 17,5                 |                                       | 603 300 | 11,5                  | 6,0                             | 85 014           | 7,6                          |
| 1965  | 54 200 000 | 997 275    | 18,3                 |                                       | 627 796 | 11,6                  | 6,8                             | −73 379          | 5,4                          |
| 1970  | 55 546 400 | 903 907    | 16,2                 |                                       | 655 386 | 11,8                  | 4,5                             | −14 821          | 4,2                          |
| 1975  | 56 230 680 | 697 518    | 12,4                 |                                       | 662 477 | 11,8                  | 0,6                             | −44 801          | - 0,2                        |
| 1980  | 56 284 863 | 753 708    | 13,4                 |                                       | 661 517 | 11,7                  | 1,6                             | −33 485          | 1,0                          |
| 1985  | 56 481 641 | 750 520    | 13,3                 |                                       | 670 656 | 11,9                  | 1,4                             | 57 390           | 2,4                          |
| 1990  | 57 156 972 | 798 364    | 13,9                 | 1,83                                  | 641 799 | 11,2                  | 2,7                             | 24 662           | 3,2                          |
| 1995  | 57 943 472 | 731 582    | 12,6                 | 1,71                                  | 645 493 | 11,1                  | 1,5                             | 65 026           | 2,6                          |
| 2000  | 58 785 246 | 679 029    | 11,5                 | 1,64                                  | 608 365 | 10,3                  | 1,2                             | 143 871          | 3,6                          |
| 2005  | 60 182 050 | 722 549    | 12,0                 | 1,76                                  | 582 663 | 9,6                   | 2,3                             | 298 425          | 7,3                          |
| 2010  | 62 510 197 | 807 271    | 12,9                 | 1,92                                  | 561 666 | 8,9                   | 3,9                             | 266 730          | 8,2                          |
| 2015  | 64 875 165 | 776 746    | 11,9                 | 1,80                                  | 601 272 | 9,2                   | 2,7                             | 331 917          | 7,8                          |

Durant le milieu du XXe siècle, l'indice synthétique de fécondité (ISF) du Royaume-Uni était élevé avec un pic de 2,95 par femme en 1964. Il a cependant rapidement baissé dans les années 1970, pour connaître son plus bas historique en 2001 avec un indice à 1,63. Depuis, l'indice est remonté, et a atteint le niveau de 1,96 enfant par femme en 2008. L'ISF varie cependant considérablement à travers le pays, il était ainsi en 2008 de 2,10 en Irlande du Nord, de 1,80 en Écosse, de 1,94 en Angleterre et de 1,96 au pays de Galles.
Selon l'Office for National Statistics, durant les trois années entre juillet 2001 et juillet 2004, la population du Royaume-Uni a augmenté de 721 500 habitants, dont 242 800 (soit 34 %) étaient dus à l'accroissement naturel, et 478 500 (66 %) à l'immigration.

### Projection démographique
| Année | Population (au 1er janvier) - Projection de référence |
| ----- | ----------------------------------------------------- |
| 2020  | 67 236 507                                            |
| 2030  | 71 563 991                                            |
| 2040  | 75 004 352                                            |
| 2050  | 77 568 588                                            |
| 2060  | 79 338 994                                            |
| 2070  | 80 959 872                                            |
| 2080  | 82 424 395                                            |

## Groupes ethniques

Démographie ethnique du Royaume-Uni de 1951 à 2011

Selon les estimations les plus récentes de l’Office for National Statistics (ONS) basées sur les chiffres de l’enquête démographique de 2019, les personnes issues de minorités ethniques représentent 14,4% de la population du Royaume-Uni (16,1% pour l’Angleterre, 5,9% pour le Pays de Galles, 5,4% pour l’Ecosse et 2,2% pour l’Irlande du Nord).
| Groupe ethnique          | 2001       | 2001    | 2011       | 2011    | 2021       | 2021    |
| Groupe ethnique          | Nombre     | %       | Nombre     | %       | Nombre     | %       |
| ------------------------ | ---------- | ------- | ---------- | ------- | ---------- | ------- |
| Blancs                   | 54 153 898 | 92,12%  | 55 073 552 | 87,17%  | 55 588 703 | 83,04%  |
| Asiatiques : total       | 2 578 826  | 4,39%   | 4 373 339  | 6,92%   | 5 753 647  | 8,60%   |
| Asiatiques : Indiens     | 1 053 411  | 1,79%   | 1 451 862  | 2,30%   | 1 927 148  | 2,88%   |
| Asiatiques : Pakistanais | 747 285    | 1.27%   | 1 173 892  | 1,86%   | 1 662 289  | 2,48%   |
| Asiatiques : Bangladeshi | 283 063    | 0,48%   | 451 529    | 0,71%   | 651 815    | 0.97%   |
| Asiatiques : Chinois     | 247 403    | 0,42%   | 433 150    | 0,69%   | 502 189    | 0,75%   |
| Asiatiques : autres      | 247 664    | 0,42%   | 861 815    | 1,36%   | 1 010 206  | 1,51%   |
| Noirs                    | 1 148 738  | 1,95%   | 1 904 684  | 3,01%   | 2 478 941  | 3,70%   |
| Métis                    | 677 117    | 1,15%   | 1 250 229  | 1,98%   | 1 793 260  | 2,68%   |
| Autres                   | 230 615    | 0,39%   | 580 374    | 0,92%   | 1326010    | 1,98%   |
| Total                    | 58 789 194 | 100,00% | 63 182 178 | 100,00% | 66 940 561 | 100,00% |

Selon ce que le démographe David Coleman (en), professeur émérite de l'université d'Oxford, annonçait en 2010, si les tendances se maintiennent en matière de natalité comme d'immigration, les Blancs qui ne seraient pas issus de l'immigration représenteraient moins de la moitié de la population du Royaume vers 2066.

## Migrations
Il ressort des différences importantes d'évolution démographique selon l'origine des populations. Entre 2001 et 2003, la population d'origine anglaise a diminué, du fait d'un solde naturel nul et d'un déficit migratoire, alors que les populations d'origine asiatiques et africaines ont progressé grâce à un solde naturel et migratoire positif.
Des niveaux élevés de migration légale sont observées depuis les années 2010. En 2022, la migration nette annuelle vers le Royaume-Uni atteint un record de 745 000 personnes. Le nombre net de migrations pour l'année se terminant en juin 2023 était de 672 000, contre 607 000 un an plus tôt. Les personnes venant étudier en Grande-Bretagne représentent la plus grande proportion de ressortissants de pays non-européens, les données montrant que ces dernières années, de plus en plus d'étudiants restent plus longtemps et obtiennent des visas de travail. Les trois principales nationalités non européennes parmi les immigrants au cours de l'année écoulée jusqu'en juin 2023 étaient les Indiens, les Nigérians et les Chinois. Ces niveaux élevés de migration constituent plus du double du chiffre de 329 000 enregistré l'année précédant le vote sur le Brexit en 2016.

### Statistiques
Les données suivantes d'Eurostat ne concernent que les étrangers soumis à titre de séjour et ce pour la première fois. De plus, les étrangers bénéficiant de la libre circulation des personnes (Union européenne, Espace économique européen, Suisse) ne sont pas repris dans ce tableau.
En 2016, sur les 865 894 permis de résidence délivrés pour la première fois, 89 341 l'ont été pour raisons familiales, 365 455 pour raisons liés à l'éducation, 117 076 pour raisons liés à une activité rémunérée et 294 022 l'ont été pour d'autres raisons. Concernant la durée de validité du permis de résidence, 147 509 l'ont été pour une durée de 3 à 5 mois, 96 620 pour une durée de 6 à 11 mois et 621 765 pour une durée supérieur à douze mois.
| Pays d'origine      | 2018    | 2017    | 2016    | 2015    | 2014    |
| ------------------- | ------- | ------- | ------- | ------- | ------- |
| Chine               | 100 545 | 96 079  | 87 005  | 80 724  | 73 878  |
| Inde                | 74 946  | 72 235  | 73 059  | 71 651  | 72 691  |
| États-Unis          | 43 248  | 75 551  | 102 703 | 201 040 | 136 202 |
| Pakistan            | 18 167  | 20 060  | 18 204  | 15 878  | 17 008  |
| Australie           | 14 205  | 16 783  | 19 261  | 21 630  | 19 479  |
| Nigeria             | 11 696  | 11 194  | 11 593  | 13 769  | 15 385  |
| Canada              | 10 184  | 11 563  | 12 143  | 12 840  | 12 633  |
| Philippines         | 10 130  | 11 260  | 10 383  | 8 799   | 15 499  |
| Arabie saoudite     | 9 259   | 10 277  | 10 856  | 10 145  | 11 606  |
| Brésil              | 9 131   | 10 712  | 8 344   | 10 519  | 10 472  |
| Malaisie            | 8 065   | 9 002   | 9 124   | 10 656  | 11 075  |
| Japon               | 6 856   | 8 472   | 8 534   | 10 169  | 9 679   |
| Russie              | 6 082   | 8 212   | 7 739   | 9 002   | 9 676   |
| Corée du Sud        | 5 865   | 6 951   | 6 693   | 7 560   | 6 436   |
| Bangladesh          | 5 521   | 7 602   | 5 618   | 5 996   | 6 706   |
| Afrique du Sud      | 4 961   | 6 606   | 6 845   | 5 756   | 5 039   |
| Turquie             | 4 916   | 6 106   | 6 184   | 6 069   | 5 544   |
| Thaïlande           | 4 468   | 5 121   | 5 280   | 5 829   | 5 871   |
| Koweït              | 4 392   | 4 326   | 3 948   | 3 401   | 3 390   |
| Ghana               | 4 297   | 4 453   | 3 894   | 4 073   | 4 573   |
| Nouvelle-Zélande    | 4 214   | 5 487   | 5 639   | 6 835   | 6 352   |
| Taïwan              | 3 744   | 3 874   | 4 098   | 4 346   | 4 090   |
| Égypte              | 3 578   | 4 211   | 3 629   | 3 503   | 3 465   |
| Indonésie           | 3 305   | 3 895   | 4 570   | 4 145   | 4 257   |
| Albanie             | 3 250   | 3 273   | 2 176   | 1 800   | 1 506   |
| Iran                | 3 098   | 4 282   | 2 815   | 3 958   | 3 218   |
| Ukraine             | 3 012   | 3 720   | 3 496   | 3 365   | 3 392   |
| Sri Lanka           | 2 778   | 3 301   | 3 674   | 4 142   | 4 064   |
| Singapour           | 2 740   | 3 045   | 3 330   | 3 788   | 3 751   |
| Vietnam             | 2 727   | 2 846   | 2 991   | 2 947   | 2 804   |
| Syrie               | 2 610   | 4 719   | 6 599   | 4 355   | 2 529   |
| Mexique             | 2 480   | 2 943   | 2 800   | 3 296   | 2 356   |
| Qatar               | 2 034   | 2 790   | 2 709   | 2 669   | 2 581   |
| Népal               | 1 952   | 2 929   | 2 891   | 3 450   | 2 949   |
| Soudan              | 1 937   | 2 437   | 2 876   | 3 684   | 1 856   |
| Oman                | 1 906   | 2 274   | 2 504   | 3 051   | 3 190   |
| Libye               | 1 859   | 963     | 804     | 1 713   | 3 777   |
| Irak                | 1 816   | 2 192   | 1 614   | 2 386   | 3 691   |
| Afghanistan         | 1 799   | 2 179   | 1 818   | 2 301   | 2 127   |
| Kenya               | 1 777   | 1 868   | 1 868   | 1 802   | 1 890   |
| Maroc               | 1 623   | 2 154   | 1 887   | 1 794   | 1 594   |
| Israël              | 1 615   | 2 495   | 2 276   | 2 387   | 1 599   |
| Jordanie            | 1 526   | 2 049   | 1 806   | 1 950   | 1 664   |
| Kazakhstan          | 1 524   | 1 729   | 1 781   | 1 945   | 2 097   |
| Argentine           | 1 522   | 1 702   | 1 704   | 1 823   | 1 674   |
| Colombie            | 1 481   | 1 987   | 1 845   | 2 117   | 2 160   |
| Érythrée            | 1 329   | 2 109   | 2 018   | 2 022   | 2 578   |
| Émirats arabes unis | 1 277   | 1 714   | 2 301   | 2 089   | 1 992   |
| Zimbabwe            | 1 259   | 1 457   | 1 416   | 1 349   | 1 323   |
| Algérie             | 1 184   | 1 399   | 1 121   | 1 326   | 1 444   |
| Liban               | 1 042   | 1 155   | 1 188   | 1 179   | 1 051   |
| Somalie             | 1 032   | 950     | 798     | 784     | 998     |
| Bahreïn             | 1 026   | 1 633   | 1 551   | 978     | 1 213   |
| Total               | 450 775 | 517 000 | 529 876 | 633 017 | 567 806 |

|                                  | 2010       | 2015       | 2017       | 2018       | 2019       | 2020       | 2021       |
| -------------------------------- | ---------- | ---------- | ---------- | ---------- | ---------- | ---------- | ---------- |
| Population totale                | 61 958 000 | 64 265 000 | 65 176 000 | 65 611 000 | 66 006 000 | 66 282 000 | 67 026 292 |
| Royaume-Uni                      | 54 699 000 | 55 642 000 | 55 777 000 | 56 245 000 | 56 502 000 | 56 710 000 | 57 000 000 |
| Total né hors Royaume-Uni        | 7 505 000  | 8 569 000  | 9 382 000  | 9 342 000  | 9 482 000  | 9 539 000  | 10 000 000 |
| Inde                             | 694 000    | 795 000    | 829 000    | 832 000    | 863 000    | 880 000    | 920 361    |
| Pologne                          | 579 000    | 831 000    | 922 000    | 832 000    | 818 000    | 691 000    | 743 083    |
| Pakistan                         | 482 000    | 503 000    | 522 000    | 535 000    | 547 000    | 479 000    | 623 557    |
| Roumanie                         | 79 000     | 220 000    | 390 000    | 392 000    | 427 000    | 345 000    | 538 840    |
| Irlande                          | 407 000    | 382 000    | 390 000    | 369 000    | 360 000    | 415 000    | 324 670    |
| Italie                           | 118 000    | 162 000    | 232 000    | 253 000    | 233 000    | 257 000    | 276 669    |
| Bangladesh                       | 212 000    | 217 000    | 263 000    | 241 000    | 260 000    | 243 000    | 273 042    |
| Nigeria                          | 191 000    | 199 000    | 194 000    | 205 000    | 215 000    | 281 000    | 270 768    |
| Allemagne                        | 274 000    | 286 000    | 318 000    | 309 000    | 289 000    | 340 000    | 263 368    |
| Afrique du Sud                   | 191 000    | 200 000    | 228 000    | 246 000    | 252 000    | 267 000    | 217 180    |
| États-Unis                       | 177 000    | 181 000    | 153 000    | 170 000    | 161 000    | 197 000    | 203 281    |
| Chine                            | 120 000    | 197 000    | 216 000    | 207 000    | 217 000    | 213 000    | 182 376    |
| Espagne                          | 68 000     | 125 000    | 156 000    | 150 000    | 159 000    | 164 000    | 166 916    |
| Lituanie                         | 87 000     | 151 000    | 178 000    | 190 000    | 168 000    | 145 000    | 164 158    |
| Portugal                         | 83 000     | 140 000    | 139 000    | 141 000    | 165 000    | 166 000    | 156 295    |
| France                           | 111 000    | 153 000    | 175 000    | 170 000    | 185 000    | 189 000    | 155 322    |
| Philippines                      | 123 000    | 132 000    | 150 000    | 141 000    | 153 000    | 163 000    | 155 016    |
| Bulgarie                         | 52 000     | 69 000     | 84 000     | 103 000    | 128 000    | 108 000    | 150 255    |
| Sri Lanka                        | 117 000    | 132 000    | 144 000    | 128 000    | 117 000    | 117 000    | 144 296    |
| Jamaïque                         | 160 000    | 137 000    | 118 000    | 134 000    | 123 000    | 117 000    | 142 154    |
| Kenya                            | 128 000    | 134 000    | 129 000    | 127 000    | 121 000    | 145 000    | 134 944    |
| Ghana                            | 84 000     | 108 000    | 109 000    | 120 000    | 114 000    | 113 000    | 132 577    |
| Turquie                          | 72 000     | 72 000     | 83 000     | 99 000     | 71 000     | 62 000     | 127 644    |
| Zimbabwe                         | 130 000    | 112 000    | 122 000    | 124 000    | 128 000    | 123 000    | 124 146    |
| Hong Kong                        |            |            |            |            |            |            | 121 429    |
| Australie                        | 112 000    | 125 000    | 138 000    | 140 000    | 153 000    | 166 000    | 112 971    |
| Brésil                           | 44 000     | 53 000     | 72 000     | 87 000     | 101 000    | 113 000    | 111 480    |
| Iran                             | 70 000     | 86 000     | 70 000     | 73 000     | 72 000     | 74 000     | 109 168    |
| Somalie                          | 110 000    | 114 000    | 101 000    | 108 000    | 99 000     | 79 000     | 108 921    |
| Hongrie                          | 41 000     | 80 000     | 93 000     | 82 000     | 98 000     | 105 000    | 95 400     |
| Irak                             | 69 000     | 71 000     | 66 000     | 73 000     | 67 000     | 58 000     | 89 394     |
| Lettonie                         | 48 000     | 94 000     | 105 000    | 86 000     | 89 000     | 87 000     | 88 585     |
| Afghanistan                      | 54 000     | 76 000     | 85 000     | 73 000     | 79 000     | 42 000     | 85 693     |
| Grèce                            | 30 000     | 57 000     | 72 000     | 75 000     | 66 000     | 78 000     | 80 120     |
| Népal                            | 35 000     | 67 000     | 65 000     | 64 000     | 76 000     | 55 000     | 78 620     |
| Slovaquie                        | 48 000     | 85 000     | 79 000     | 72 000     | 72 000     | 58 000     | 73 940     |
| Chypre                           | 56 000     | 60 000     | 64 000     | 52 000     | 57 000     | 59 000     | 72 560     |
| Canada                           | 81 000     | 87 000     | 95 000     | 87 000     | 95 000     | 116 000    | 69 096     |
| Albanie                          |            | 28 000     | 36 000     | 32 000     | 47 000     | 40 000     | 68 670     |
| Pays-Bas                         | 55 000     | 69 000     | 65 000     | 81 000     | 68 000     | 80 000     | 67 375     |
| Ouganda                          | 48 000     | 60 000     | 56 000     | 58 000     | 52 000     | 48 000     | 62 060     |
| Malaisie                         | 60 000     | 62 000     | 75 000     | 69 000     | 61 000     | 73 000     | 61 510     |
| Russie                           | 40 000     | 46 000     | 59 000     | 47 000     | 59 000     | 73 000     | 56 055     |
| Moldavie                         |            |            |            |            |            |            | 55 385     |
| Thaïlande                        | 35 000     | 39 000     | 45 000     | 47 000     | 54 000     | 45 000     | 49 710     |
| Nouvelle-Zélande                 | 72 000     | 59 000     | 65 000     | 62 000     | 67 000     | 91 000     | 49 149     |
| République tchèque               | 32 000     | 49 000     | 54 000     | 45 000     | 44 000     | 40 000     | 46 170     |
| Égypte                           | 28 000     | 38 000     | 41 000     | 45 000     | 39 000     | 37 000     | 43 515     |
| Syrie                            |            |            |            |            |            |            | 42 875     |
| Singapour                        | 42 000     | 44 000     | 50 000     | 52 000     | 44 000     | 56 000     | 40 925     |
| Ukraine                          |            |            | 31 000     | 33 000     | 38 000     | 32 000     | 39 515     |
| Maurice                          | 43 000     | 34 000     | 42 000     | 39 000     | 34 000     | 43 000     | 38 860     |
| Colombie                         |            |            | 30 000     | 38 000     | 38 000     | 39 000     | 37 830     |
| Soudan                           |            |            | 33 000     | 32 000     | 33 000     | 44 000     | 37 395     |
| Vietnam                          |            |            |            |            |            |            | 37 215     |
| Érythrée                         |            |            |            |            |            | 33 000     | 36 370     |
| Japon                            | 38 000     | 43 000     | 45 000     | 48 000     | 39 000     | 33 000     | 35 020     |
| Tanzanie                         |            |            |            |            |            |            | 34 865     |
| Suède                            | 28 000     | 31 000     | 38 000     | 40 000     | 42 000     | 41 000     | 33 005     |
| Maroc                            |            |            |            |            |            |            | 32 645     |
| Arabie saoudite                  |            |            | 32 000     |            | 33 000     | 39 000     | 31 385     |
| Belgique                         |            | 35 000     | 39 000     | 31 000     | 35 000     | 37 000     | 31 270     |
| Kosovo                           |            |            |            |            |            |            | 30 515     |
| Algérie                          |            |            |            |            |            |            | 29 845     |
| République démocratique du Congo |            |            |            |            |            |            | 29 440     |
| Zambie                           |            |            |            |            |            |            | 26 255     |
| Sierra Leone                     |            |            |            |            |            |            | 24 800     |
| Malte                            | 23 000     | 28 000     | 30 000     |            | 29 000     | 35 000     | 24 475     |
| Suisse                           |            |            |            |            |            |            | 22 830     |
| Émirats arabes unis              |            |            |            |            |            | 29 000     | 22 610     |
| Israël                           |            |            |            |            |            |            | 22 545     |
| Koweït                           |            |            |            |            |            |            | 22 175     |
| Éthiopie                         |            |            |            |            |            |            | 22 150     |
| Trinité-et-Tobago                |            |            |            |            |            |            | 21 660     |
| Danemark                         |            |            |            |            |            | 42 000     | 21 015     |
| Venezuela                        |            |            |            |            |            |            | 19 980     |
| Liban                            |            |            |            |            |            |            | 19 885     |
| Angola                           |            |            |            |            |            |            | 19 715     |
| Équateur                         |            |            |            |            |            |            | 19 615     |
| Yémen                            |            |            |            |            |            |            | 19 270     |
| Corée du Sud                     |            |            |            |            |            |            | 19 200     |
| Guyana                           |            |            |            |            |            |            | 18 300     |
| Norvège                          |            |            |            |            |            |            | 18 040     |
| Libye                            |            |            |            |            |            |            | 17 800     |
| Gambie                           |            |            |            |            |            |            | 17 410     |
| Autriche                         |            |            |            |            |            |            | 16 855     |
| Malawi                           |            |            |            |            |            |            | 16 500     |
| Argentine                        |            |            |            |            |            |            | 16 415     |
| Barbade                          |            |            |            |            |            |            | 15 355     |
| Cameroun                         |            |            |            |            |            |            | 14 615     |
| Finlande                         |            |            |            |            |            |            | 13 580     |
| Mexique                          |            |            |            |            |            |            | 13 175     |
| Croatie                          |            |            |            |            |            |            | 12 825     |
| Indonésie                        |            |            |            |            |            |            | 12 180     |
| Serbie                           |            |            |            |            |            |            | 11 715     |
| Pérou                            |            |            |            |            |            |            | 10 945     |
| Birmanie                         |            |            |            |            |            |            | 10 625     |
| Taïwan                           |            |            |            |            |            |            | 10 290     |
| Estonie                          |            |            |            |            |            |            | 10 015     |

Chiffres du recensement 2021, les pays de naissances inférieurs à 10000 individus ne sont pas repris dans ce tableau : https://www.ons.gov.uk/peoplepopulationandcommunity/populationandmigration/internationalmigration/datasets/characteristicsofthelongterminternationalmigrantpopulationenglandandwalescensus2021
|                | 2013    | 2014    | 2015    | 2016    | 2017    | 2018    | 2019    |
| -------------- | ------- | ------- | ------- | ------- | ------- | ------- | ------- |
| Total          | 207 989 | 125 605 | 118 000 | 149 457 | 123 106 | 157 004 | 159 348 |
| Inde           | 36 351  | 22 424  | 18 395  | 24 615  | 16 600  | 15 104  | 14 680  |
| Pakistan       | 21 655  | 12 993  | 13 087  | 16 735  | 10 390  | 11 802  | 12 914  |
| Nigeria        | 9 275   | 8 073   | 8 066   | 9 810   | 6 945   | 8 696   | 8 839   |
| Pologne        | 6 066   | 3 161   | 3 763   | 4 435   | 7 119   | 9 626   | 8 802   |
| Italie         | 810     | 479     | 843     | 1 282   | 3 516   | 5 255   | 5 774   |
| Roumanie       | 2 488   | 1 501   | 1 668   | 1 979   | 3 022   | 5 527   | 5 604   |
| Afrique du Sud | 6 448   | 5 289   | 4 787   | 5 059   | 3 103   | 3 582   | 4 797   |
| France         | 744     | 411     | 722     | 1 163   | 2 824   | 4 106   | 4 472   |
| Allemagne      | 567     | 309     | 592     | 992     | 2 636   | 4 759   | 4 331   |
| Bangladesh     | 8 902   | 3 891   | 3 612   | 4 648   | 3 084   | 3 572   | 3 780   |
| États-Unis     | 3 119   | 3 761   | 2 906   | 4 025   | 3 183   | 3 271   | 3 496   |
| Zimbabwe       | 4 412   | 3 102   | 3 378   | 4 411   | 2 850   | 3 127   | 3 078   |
| Sri Lanka      | 3 855   | 2 335   | 2 293   | 3 431   | 2 467   | 2 907   | 2 986   |
| Iran           | 2 391   | 1 542   | 1 519   | 2 097   | 1 797   | 2 854   | 2 960   |
| Bulgarie       | 1 941   | 1 314   | 994     | 1 246   | 1 818   | 2 640   | 2 914   |
| Philippines    | 10 374  | 3 095   | 2 969   | 4 257   | 2 807   | 2 775   | 2 788   |
| Ghana          | 4 675   | 3 134   | 2 972   | 3 562   | 2 592   | 3 179   | 2 719   |
| Espagne        | 310     | 260     | 393     | 614     | 1 624   | 2 401   | 2 604   |
| Somalie        | 5 688   | 2 106   | 2 217   | 2 652   | 2 081   | 2 745   | 2 538   |
| Syrie          |         |         |         | 298     | 336     | 832     | 2 363   |
| Jamaïque       | 2 874   | 2 372   | 1 781   | 2 313   | 1 652   | 3 560   | 2 342   |
| Chine          | 7 289   | 3 608   | 2 580   | 2 989   | 2 115   | 2 508   | 2 334   |
| Portugal       | 624     | 318     | 422     | 672     | 1 234   | 1 906   | 2 226   |
| Hongrie        | 810     | 439     | 707     | 831     | 1 417   | 2 133   | 2 193   |
| Turquie        | 4 184   | 1 843   | 1 609   | 2 254   | 1 594   | 1 827   | 2 145   |
| Grèce          | 564     | 258     | 615     | 768     | 1 152   | 1 761   | 2 011   |
| Australie      | 2 683   | 3 054   | 2 188   | 2 621   | 1 832   | 2 039   | 1 990   |
| Russie         | 2 085   | 1 591   | 1 536   | 1 649   | 1 220   | 1 477   | 1 743   |
| Afghanistan    | 3 627   | 1 431   | 1 372   | 1 973   | 1 435   | 1 677   | 1 604   |
| Népal          | 7 447   | 2 664   | 2 315   | 3 270   | 1 803   | 1 550   | 1 350   |
| Thaïlande      |         |         |         | 1 150   | 734     | 948     | 1 239   |
| Érythrée       | 1 818   | 874     | 1 417   | 1 593   | 1 106   | 1 678   | 1 223   |
| Lettonie       | 389     | 221     | 366     | 499     | 882     | 1 275   | 1 208   |
| Soudan         | 631     | 336     | 401     | 700     | 811     | 1 179   | 1 198   |
| Canada         | 1 051   | 1 213   | 924     | 1 154   | 826     | 1 083   | 1 157   |
| Brésil         | 1 188   | 903     | 884     | 1 104   | 898     | 1 019   | 1 122   |
| Égypte         |         |         |         | 834     | 584     | 848     | 1 118   |
| Inconnus       | 102     | 94      | 156     | 237     | 386     | 1 196   | 1 087   |
| Apatrides      | 124     | 53      | 90      | 151     | 207     | 1 961   | 1 049   |
| Irak           |         |         |         | 1 377   | 836     | 959     | 1 030   |

## Religion
La principale religion du Royaume-Uni est le christianisme, partagé entre l'anglicanisme et le catholicisme en Angleterre et au Pays de Galles, et le presbytérianisme en Écosse et en Irlande du Nord. Une enquête sur 450 000 Britanniques de l'Office for National Statistics en 2010 a montré que 71 % de la population se considèrent chrétiens, 4 % musulmans et 21 % sans appartenance religieuse.
Au recensement de 2001, en Angleterre et au Pays de Galles, 151 000 personnes se disent appartenir à une minorité religieuse, ainsi 32 000 seraient spiritualistes, 31 000 païens, 15 000 jains, 7 000 wiccans, 5 000 rastas, 5 000 baha'is et 4 000 zoroastriens.

## Langues
La principale langue maternelle du pays est l'anglais parlé par 95 % de la population. L'anglais écossais est parlé par environ 500 000 personnes en Écosse et 30 000 en Irlande du Nord, l'irlandais par 106 844 locuteurs en Irlande du Nord, le gallois par environ 600 000 personnes. Le gaélique écossais par 60 000 personnes en Écosse et le cornique par 2 500 personnes.
Le polonais serait quant à lui l'une des premières langues maternelles étrangères avec 600 000 locuteurs l'ayant pour langue maternelle.

## Sexualité
Une enquête de septembre 2010 de l'Office for National Statistics a révélé que 94,8 % des Britanniques se disent hétérosexuels, 1 % homosexuels et 0,5 % bisexuels. 2,8 % ont par ailleurs dit ne pas savoir ou souhaiter répondre et 0,5 % n'ont pas répondu.